# Ваздухопловна база Ворен
Ваздухопловна база Ворен (енгл. Warren Air Force Base) је војна база Америчког ратног ваздухопловства са статусом насељеног места без административног статуса у америчкој савезној држави Вајоминг.

## Демографија
По попису из 2010. године број становника је 3.072, што је 1.368 (-30,8%) становника мање него 2000. године.
| Група             | 2000.         | 2010.         |
| Белци             | 3.373 (76,0%) | 2.254 (73,4%) |
| Афроамериканци    | 417 (9,4%)    | 233 (7,6%)    |
| Азијати           | 98 (2,2%)     | 72 (2,3%)     |
| Хиспаноамериканци | 389 (8,8%)    | 347 (11,3%)   |
| Укупно            | 4.440         | 3.072         |